# Diócesis de Nuakchot
La diócesis de Nuakchot (en latín: Dioecesis Nuakchotten(sis), en francés: Diocèse de Nouakchott y en árabe: أبرشية نواكشوط‎) es una circunscripción eclesiástica de rito latino de la Iglesia católica en Mauritania, inmediatamente sujeta a la Santa Sede. Desde el 10 de julio de 1995 su obispo es Martin Albert Happe, M.Afr.

## Territorio y organización
La arquidiócesis extiende su jurisdicción sobre los fieles católicos de rito latino residentes en toda Mauritania.
La sede de la diócesis se encuentra en la ciudad de Nuakchot, en donde se halla la Catedral de San José. 
En 2019 el territorio estaba dividido en 5 parroquias.

## Historia
La diócesis fue erigida el 18 de diciembre de 1965 mediante la bula Peramplum territorium del papa Pablo VI, separando territorio de la prefectura apostólica de Saint-Louis de Senegal (hoy diócesis de Saint-Louis de Senegal). La mayor parte de los católicos del país, cuya religión oficial es el islam, son extranjeros e inmigrantes.

## Episcopologio
- Michel-Jules-Joseph-Marie Bernard, C.S.Sp. † (15 de enero de 1966-21 de diciembre de 1973 renunció)
- Robert Marie Jean Victor de Boissonneaux de Chevigny, C.S.Sp. † (21 de diciembre de 1973-10 de julio de 1995 retirado)
- Martin Albert Happe, M.Afr., desde el 10 de julio de 1995

## Estadísticas
De acuerdo al Anuario Pontificio 2020 la diócesis tenía a fines de 2019 un total de 4140 fieles bautizados.
| Año                                                                             | Población            | Población | Población      | Sacerdotes | Sacerdotes    | Sacerdotes    | Bautizados por sacerdote | Diáconos permanentes | Religiosos | Religiosos | Parroquias |
| Año                                                                             | Bautizados católicos | Total     | % de católicos | Total      | Clero secular | Clero regular | Bautizados por sacerdote | Diáconos permanentes | Varones    | Mujeres    | Parroquias |
| ------------------------------------------------------------------------------- | -------------------- | --------- | -------------- | ---------- | ------------- | ------------- | ------------------------ | -------------------- | ---------- | ---------- | ---------- |
| 1970                                                                            | 5483                 | 1 500 000 | 0.4            | 9          | 1             | 8             | 609                      |                      | 8          | 12         |            |
| 1980                                                                            | 4750                 | 1 590 000 | 0.3            | 10         | 2             | 8             | 475                      |                      | 9          | 25         | 6          |
| 1990                                                                            | 4000                 | 1 800 000 | 0.2            | 9          | 3             | 6             | 444                      |                      | 7          | 34         | 7          |
| 1999                                                                            | 4500                 | 2 211 473 | 0.2            | 13         | 3             | 10            | 346                      |                      | 10         | 35         | 6          |
| 2000                                                                            | 4500                 | 2 211 473 | 0.2            | 12         | 2             | 10            | 375                      |                      | 10         | 34         | 6          |
| 2001                                                                            | 4500                 | 2 493 000 | 0.2            | 10         | 1             | 9             | 450                      |                      | 9          | 32         | 6          |
| 2002                                                                            | 4500                 | 2 600 000 | 0.2            | 11         | 1             | 10            | 409                      |                      | 10         | 32         | 6          |
| 2003                                                                            | 4500                 | 2 600 000 | 0.2            | 11         | 1             | 10            | 409                      |                      | 10         | 33         | 6          |
| 2004                                                                            | 4500                 | 2 600 000 | 0.2            | 13         | 3             | 10            | 346                      |                      | 10         | 34         | 6          |
| 2007                                                                            | 4500                 | 3 138 000 | 0.1            | 10         | 3             | 7             | 450                      |                      | 8          | 36         | 6          |
| 2013                                                                            | 5340                 | 3 637 000 | 0.1            | 8          | 2             | 6             | 667                      |                      | 7          | 40         | 6          |
| 2016                                                                            | 4000                 | 3 684 167 | 0.1            | 11         | 5             | 6             | 363                      |                      | 8          | 29         | 6          |
| 2019                                                                            | 4140                 | 3 905 000 | 0.1            | 10         | 5             | 5             | 414                      |                      | 8          | 27         | 5          |
| Fuente: Catholic-Hierarchy, que a su vez toma los datos del Anuario Pontificio. |                      |           |                |            |               |               |                          |                      |            |            |            |